# 아가정 (히로시마현)
아가정(阿賀町)은 일본 히로시마현 가모군에 설치되었던 정이다. 현재의 구레시의 일부에 해당한다.